# دونا اندروز
دونا اندروز (بالإنجليزية: Donna Andrews)‏ هي لاعبة غولف أمريكية، ولدت في 12 أبريل 1967 في لينشبرغ في الولايات المتحدة.

## وصلات خارجية
- دونا اندروز على موقع رابطة لاعبات الغولف المحترفات (الإنجليزية)
- دونا اندروز على موقع قاعة فرجينيا للمشاهير الرياضية (الإنجليزية)